# Fatzer (Fragment)
Fatzer, auch: Untergang des Egoisten Johann Fatzer, ist ein in mehreren Fassungen überliefertes, nicht abgeschlossenes Bühnenstück, an dem Bertolt Brecht von 1927 bis 1931 arbeitete. Das im Brecht-Archiv vorliegende Material umfasst etwa 600 Seiten mit Reinschrift-Typoskripten aber auch handschriftlichen Notaten auf Zetteln, Packpapier oder Servietten.

## Entstehung
Mit Fatzer versuchte Brecht in Stoff und Vers eine neue Form seiner Lehrstücke zu finden. In diesem Dramen-Fragment spiegelt sich das Aufeinandertreffen des Dichters aus der Provinz mit der Millionenstadt, artikuliert er seine Vorbehalte gegen den hier lebenden Massemenschen und dessen Dumpfheit. Brecht, der bereits im Jahr 1924 nach Berlin umgezogen war, hatte sich für die Arbeit an Fatzer zum Zwecke der Konzentration und Inspiration von Ende Juni bis Ende Oktober 1927 in seinen Geburtsort Augsburg zurückbegeben, dessen dort zu hörender bairisch-schwäbischer Sprachgestus in den Text einfloss. Aufgreifen und Fortschritte des Projekts teilte Brecht in seinen nach Berlin an Helene Weigel adressierten Briefen vom August 1927, vom 17. September 1927 und von Mitte Oktober 1928 mit.
In den verschiedenen früheren und späteren Fassungen tragen die Figuren der drei Kameraden (Johann) Fatzers auch variierende Namen: Koch heißt in anderen Fassungen Nauke, Kiaul oder Keuner. Die Parts von Büsching und Kaumann erscheinen mit Namen wie Mellermann bzw. als Schmitt, Frühhaupt oder Leeb.
Am 25. Februar 1939 konstatiert Brecht im dänischen Exil, dass sein Stück Leben des Galilei für ihn technisch ein großer Rückschritt sei, wie auch Frau Carrars Gewehre ihm allzu opportunistisch erschien. man müsste das stück völlig neu schreiben (…) Dazu sollten Fatzer und Der Brotladen studiert werden. Diese beiden Fragmente sind der höchste Standard technisch.
Als Brecht sich im Sommer 1951 dem Garbe-Stoff zuwendet – einem mit dem Arbeitstitel Büsching versehenen Stück-Entwurf über den in Ost-Berlin als Aktivist ausgezeichneten Ofenmaurer Hans Garbe – vermerkt er in einer Eintragung im Arbeitsjournal vom 10. Juli: es wäre der stücktypus der historien, dh, es würde von keiner grundidee ausgegangen. In frage käme der fatzervers (…)
Im Jahr 1977 sieht Heiner Müller im Brecht-Archiv das gesamte vorliegende Material ein, wählt aus und montiert eine Stückfassung für die 1978 erfolgte Aufführung im Deutschen Schauspielhaus Hamburg. Diese Textversion wird von der Brecht-Erbin Barbara Schall in einer Vereinbarung autorisiert, welche dem Bearbeiter Heiner Müller 1,5 % Anteil an den Tantiemen einräumt. Müller hatten die Fatzer-Texte bereits in den 50er Jahren bei der Lektüre von Brechts Versuche Heft 1 fasziniert, für ihn waren sie in Qualität und Dichte ein Jahrhundertwerk. Jahre später verstärkte sich Müllers Interesse, als ihm die verschiedenen Fassungen erkennbar machten, wie Brecht hier – vermittels der Figuren des anarchistischen Fatzer und des dogmatischen Koch – die Kollision von Nietzsches Positionen mit denen von Marx bzw. Lenin thematisiert und wie gleichsam in der selbstzerstörerischen Konsequenz des Handelns der Helden starke Analogien zur RAF-Bewegung, zu Baader und Meinhof zu Tage treten. Um dieses thematische Spannungsfeld aufzuladen, hat Müller ein Nietzsche-Zitat aus: Die fröhliche Wissenschaft in den Brecht-Text montiert und der Fatzer-Figur für die Verführung von Kaumanns Frau in den Mund gelegt. 1985 erscheint Müllers Spielfassung im Ost-Berliner Henschelverlag als Bühnenmanuskript. Die Aufführungsrechte für das Stück werden vom Suhrkamp-Theaterverlag vertreten.

## Handlung
An der Westfront des Ersten Weltkriegs gerät im Herbst 1917 ein Panzer in zerschossenes Niemandsland zwischen den Fronten. Drei Soldaten – Büsching, Kaumann, Koch – entsteigen dem Tank, bekommen Angst vor der unheimlichen Stille und wollen zurück zu ihrer Truppe. Fatzer – ein vierter Soldat – überredet sie abzuhauen und sich nach Mülheim an der Ruhr durchzuschlagen. Dort – in Kaumanns Wohnung – soll sie dessen Ehefrau verstecken. Bei dem Versuch Fleisch zu beschaffen, löst Fatzer mit Frechheit und Egoismus einen Streit mit den Schlachtern aus, der das Leben der vier Deserteure arg gefährdet. Koch, Büsching und Kaumann binden Fatzer, wollen ihn zur Vernunft bringen, Fatzer verführt Kaumanns Frau, die seine Fesseln löst und von ihm genommen wird. Nach einem Hin und Her, ob man Fatzer noch vertrauen kann und einem Selbstmordversuch, bei dem ihm die Kameraden vom Strick abschneiden, versucht Fatzer sie von Mülheim weg zu locken. Die drei Unentschiedenen wollen sich des großen Risikos, welches Fatzer für sie bedeutet, entledigen. Aber die inzwischen entdeckten Deserteure sind schon von Militär umstellt. Fatzers letzte Worte sind: von jetzt ab und eine ganze zeit über / wird es keine sieger mehr geben / auf unserer welt sondern nur mehr / besiegte. Büsching: Schieß also, Kaumann! Kaumann schießt, das Zimmer wird von einer Explosion zerstört. Zum Schlussbild mit den Toten im zerstörten Zimmer der Fatzerkommentar: Fatzer komm. (Siehe Zitat)
Bertolt Brechts Fabelbeschreibung innerhalb des Stücktextes: In Mülheim an der Ruhr trug sich in der aller Moral / Entblößten Zeit des ersten Weltkriegs eine Geschichte / Zwischen vier Männern zu, die mit dem völligen Untergang / Aller vier endete, aber inmitten von Mord, Eidbruch und / Verkommenheit die blutigen Spuren einer Art neuen Moral zeigte / Unordnung. Und ein Zimmer / Welches völlig zerstört war und darinnen / Vier tote Männer und / Ein Name!
Heiner Müller zur Fabel: Vier Leute desertieren aus dem ersten Weltkrieg, weil sie glauben, die Revolution kommt bald, verstecken sich in der Wohnung des einen, warten auf die Revolution, und die kommt nicht. Da es keine besseren, keine expansiven Möglichkeiten gibt für ihre angestautem revolutionären Bedürfnisse, radikalisieren sie sich gegeneinander und negieren sie sich gegenseitig.

## Aufführungen (Auswahl)
Bereits Mitte der 60er Jahre versuchte Heiner Müller zusammen mit dem französischen Regisseur Guy de Chambure Marquis de Pelletier (* 3. Februar 1931) und Alexander Stillmark im Berliner Ensemble unter der Intendanz von Helene Weigel eine erste Aufführung zu initiieren, wie das von Stillmark verfasste Protokoll einer Fassungsbesprechung vom 25. März 1967 belegt. Der Schauspieler Ekkehard Schall fand das Stück zu kurzatmig, es gäbe nichts zu spielen, es seien alles Kondensate. Eine Inszenierung kam damals nicht zustande.
Die Uraufführung des Fatzer-Fragments fand 1975/76 an der Stanford University in Stanford, Kalifornien statt; Regie: Andrzej Wirth.
Die deutsche Erstaufführung erlebte das Stück mit einer hauseigenen Textauswahl am 11. März 1976 unter dem Titel Der Untergang des Egoisten Fatzer an der Schaubühne am Halleschen Ufer, West-Berlin. Regie: Frank-Patrick Steckel.
Im Jahr 1977 gab es eine Aufführung der Shelter West Company im Vandam Theater New York in der Regie von W. Stuart Mc Dowell.
Das Fatzer-Fragment in der Textfassung von Heiner Müller erlebte seine deutsche Erstaufführung am 5. März 1978 am Deutschen Schauspielhaus Hamburg. Inszenierung: Manfred Karge / Matthias Langhoff.
Die von R. Rey ins Französische übersetzte Müller-Fassung kam unter dem Titel La chute de l’égoiste Johann Fatzer im Théâtre de Gennevilliers Paris 1981 zur Aufführung. Regie: Bernard Sobel.
Das TheaterAngelusNovus Wien brachte die Müller-Fassung des Fragments 1985 in der Regie von Josef Szeiler heraus.
Eine extra für das Berliner Ensemble eingerichtete Version der Heiner-Müller-Fassung war die Grundlage für die am 16. Juni 1987 mit Ekkehard Schall in der Titelrolle stattfindende DDR-Erstaufführung des Werks. Regie: Manfred Wekwerth und Joachim Tenschert.
Kölner Schauspiel, Bühnenraum Schauspielhaus: Untergang des Egoisten Fatzer, Fassung von Heiner Müller, Inszenierung: Günter Krämer, Premiere: 15. September 1990.
Deutsches Theater Berlin, Kammerspiele: Untergang des Egoisten Fatzer, Inszenierung: Tom Kühnel und Jürgen Kuttner, Premiere: 12. November 2016.

## Hörspiel
Heiner Müller inszenierte seine Fassung des Fragments von Juni bis Dezember 1987 für den Rundfunk der DDR, wo es am 11. Februar 1988, um 20 Uhr im Programm Berliner Rundfunk in der Länge von 78'54 erstgesendet wurde. Um die für ein Hörspiel wichtige eindeutige Zuordnung der agierenden Charaktere zu sichern, verzichtet Müller auf die aus den verschiedenen Brecht-Versionen herrührenden Mehrfachnamen der Figuren, die auch in seiner Bühnenfassung in die Personnage eingegangen waren und beschränkt die Hauptrollen im Radio auf Fatzer, Büsching, Kaumann und Koch.
Um einen zu perfekten, zu hörspielüblichen Darstellungsgestus zu vermeiden, besetzte Müller neben Johanna Schall (Chortexte) und Jörg-Michael Koerbl (Fatzer) auch den Bühnenregisseur Frank Castorf (Koch), Mitglieder der freien Ost-Berliner Theatergruppe Zinnober wie Werner Hennrich (Büsching), Ulrich Zieger (Kaumann), Iduna Hegen (Frau Kaumann) sowie die Puppenspieler Regina Menzel (die Andere), Knut Hirche (Soldat) und Jochen Menzel (Fleischer) als auch den Grafiker und Kabarettisten Wolfgang Krause Zwieback (weiterer Fleischer). Die Zwischenüberschriften, Regieanweisungen und den Schlussmonolog Fatzer komm sprach Heiner Müller selber. Als Musik wählte er Stücke aus, die die deutsche Band Einstürzende Neubauten auf den Langspielplatten Kollaps und Zeichnungen des Patienten O. T. veröffentlicht hatte.
Um herkömmlichen Studioakustiken zu entgehen, wurden die Szenen der Hörspielversion zum Teil unter freiem Himmel auf dem Gelände des Funkhauses in der Nalepastraße und in dem von der Gruppe Zinnober genutzten ehemalige Laden in der Knaackstraße 45 am Ost-Berliner Kollwitz-Platz aufgenommen. Ton und Technik lag in den Händen von Peter Kainz, Günter Wärk und Andreas Meinetsberger. Regie-Mitarbeit: Wolfgang Rindfleisch und Matthias Thalheim.

## Zitat
„(...) 
2
der tisch ist fertig, tischler.
gestatte, daß wir ihn wegnehmen.
hoble jetzt nicht weiter daran herum
höre auf mit dem anstreichen
rede nicht davon gut noch übel:
so wie er ist, nehmen wir ihn.
wir brauchen ihn.
gib ihn heraus.

du bist fertig, staatsmann
der staat ist nicht fertig.
gestatte, daß wir ihn verändern
nach den bedingungen unseres lebens.
gestatte, dass wir staatsmänner sind, staatsmann.
unter deinen gesetzen steht dein name.
vergiß den namen
achte deine gesetze, gesetzgeber.
laß dir die ordnung gefallen, ordner.
der staat braucht dich nicht mehr
gib ihn heraus.“

## Textausgaben
- Fatzer, 3 in: „Versuche Heft 1“. broschiert, grauer Pappumschlag, Druckbögen nicht aufgeschnitten, 44 Seiten, Berlin, Kiepenheuer Verlag 1930
- Untergang des Egoisten Fatzer, Fassung: Heiner Müller, Broschur-Bühnentyposkript, 107 Seiten, Berlin, Henschelverlag 1985
- Der Untergang des Egoisten Johann Fatzer, Bühnenfassung von Heiner Müller, Berlin, Taschenbuch 122 Seiten, Suhrkamp Verlag 2019, ISBN 978-3-518-76095-6